# Mauricio (nombre)
Mauricio es un nombre propio masculino de origen latino (Mauritius). Es la variante de Mauro y su significado es Moreno.

## Variantes
| Variantes en otras lenguas | Variantes en otras lenguas |
| Lengua                     | Variante(s)                |
| -------------------------- | -------------------------- |
| Alemán                     | Moritz                     |
| Catalán                    | Maurici                    |
| Español                    | Mauricio                   |
| Francés                    | Maurice                    |
| Inglés                     | Maurice                    |
| Italiano                   | Maurizio                   |
| Neerlandés                 | Mauritz                    |
| Ruso                       | Маврикий (Mavrikij)        |

## Santoral
22 de septiembre: San Mauricio.

## Personajes célebres
- Mauricio, obispo de Burgos (España) entre 1213-1238.
- Mauricio, un emperador bizantino.
- Mauricio el Tebano, santo y patrono de los Emperadores del Sacro Imperio Romano Germánico.
- Mauricio de Battenberg nieto de la reina Victoria del Reino Unido muerto a los 23 años en la primera Batalla de Ypres en 1914 durante la Primera Guerra Mundial.
- Mauricio Funes (n. 1959) presidente de El Salvador durante el período 2009-2014.
- Mauricio Macri (n. 1959) presidente de Argentina para el período 2015-2019.
- Maurice Maeterlinck, dramaturgo y ensayista belga.
- Mauricio de Nassau, príncipe de Orange, uno de los líderes del bando neerlandés en la Guerra de los Ochenta Años.
- Maurice Blanchot, filósofo, novelista y ensayista francés.
- Mauricio Bustamante (n. 1967), periodista y conductor de noticias chileno.
- Mauricio Lomonte (n. 1982) locutor y presentador de radio y televisión cubano
- Mauricio Pellegrino, exfutbolista y entrenador argentino.
- Mauricio Pinilla, futbolista chileno
- Mauricio Pochettino, exfutbolista y entrenador hispano-argentino.
- Maurice Ravel, músico francés.
- Mauricio de Sajonia, un noble alemán que obtuvo para la dinastía de Wettin el rango de electores imperiales.
- Mauricio Torres Fernández, futbolista español.
- Maurice Greene, atleta estadounidense (plus-marquista mundial en 60, 100 y 200 m).
- Mauricio Garcés, actor mexicano.
- Maurice Povich, presentador de televisión estadounidense.
- Mauricio Mulder, periodista y político peruano.
- Maurice White, cantante y compositor estadounidense.
- Maurice Gibb, cantante y compositor británico.
- Mauricio Ochmann, (n. 1977) actor estadounidense

## Lugares
- Mauricio o Mauritius, un país insular ubicado en el océano Índico.
- Isla Mauricio en que la anterior se asienta.

## Otros
- Maurice, obra para niños escrita por la autora del Romanticismo Mary Shelley.